# 业州镇
业（邺）州镇，是中华人民共和国湖北省恩施土家族苗族自治州建始县下辖的一个乡镇级行政单位。

## 行政区划
业州镇下辖以下地区：
朝阳社区、船儿岛社区、茨泉社区、广润社区、二道桥社区、指阳社区、草子坝社区、建阳坝社区、安乐井社区、小垭门社区、七里坪社区、红土坪社区、马栏溪社区、柏腊树社区、杜家坝社区、石鼓门社区、大堰社区、磺厂坪社区、金银店村、石桥湾村、雀儿笼村、金龙观村、磨子岩村、四方井村、罗家坝村、杨柳池村、岩风洞村、牛角水村、风吹坝村、奇羊坝村、杉木村、田家坪村、大坪村、漆树垭村、茶园沟村、鸡公岭村、羊茆头村、鹞子坪村、王河坡村、苗儿坪村、野韭池村、代陈沟村、寨坡村、杨泗庙村、小漂村、苏家坪村、秦家园村、柳树坦村、龙门子村、当阳村、石梯子村、吊兰花村、三河村和桃树坪村。